# هاردیز
رستوران‌های هاردی LLC یک رستوران فست فود آمریکایی است که در درجه اول در جنوب و میانه غربی ایالات متحده شعبه دارد. این شرکت در فوریه ۲۰۱۶ دارای ۵٬۸۱۲ شعبه بود.